# Scott Bakula
Scott Stewart Bakula, lepiej znany jako Scott Bakula (ur. 9 października 1954 w Saint Louis) – amerykański aktor telewizyjny i filmowy, a także producent filmowy i reżyser, w Polsce znany głównie z roli doktora Sama Becketta w serialu Zagubiony w czasie (Quantum Leap), jako kapitan Jonathan Archer w Star Trek: Enterprise, Peter Hunt w Murphy Brown i jako agent specjalny Dwayne Cassius Pride w NCIS: New Orleans.

## Życiorys

### Wczesne lata
Urodził się w Saint Louis w Missouri jako syn Sally (z domu Zumwinkel) i prawnika korporacyjnego J. Stewarta Bakuli (ur. 1928). Ma pochodzenie czeskie. Uczęszczał do Kirkwood High School w Kirkwood i community college Jefferson College w Missouri, a następnie naukę kontynuował w University of Kansas w Kansas.

### Kariera
W 1982 zadebiutował na Broadwayu w sztuce Czy istnieje życie po liceum? (Is there life after high school?), a rok potem wystąpił w roli legendarnego baseballisty, zawodnika zespołu New York Yankees Joego DiMaggio w musicalu Marilyn: An American Fable, a także w 1985 zagrał na deskach Off-Broadwayu w sztuce Trzech facetów nagich od pasa w dół (Three Guys Naked from the Waist Down). Po występie w musicalu Nightclub Confidential, przeniósł się do Los Angeles.
Pojawił się w jednym z odcinków serialu Cudowny świat Walta Disneya (Walt Disney's Wonderful World of Color, 1986) – "I-Man" oraz sitcomu CBS Moja siostra Sam (My Sister Sam, 1986). Na kinowym ekranie wystąpił po raz pierwszy jako brat kochanka (Sam Elliott) głównej bohaterki (Kirstie Alley) w komedii Carla Reinera Siostrzyczki (Sibling Rivalry, 1990) u boku Jami Gertz, Billa Pullmana i Carrie Fisher. W 1988 był nominowany do nagrody Tony w kategorii najlepszy aktor musicalowy za występ w musicalu Romance/Romance. Jednak przełomem stała się rola doktora Sama Becketta w serialu science fiction NBC Zagubiony w czasie (Quantum Leap, 1989–93), za którą otrzymał Złoty Glob (1992) i czterokrotnie nagrodę Viewers for Quality Television (1990-93).
W sitcomie CBS Murphy Brown (1993–96) wystąpił jako Peter Hunt. W 1995 wziął udział w sesji zdjęciowej magazynu Playgirl. Kreacja telewizyjna kapitana Jonathana Archera w serialu science-fiction UPN/CBS Star Trek: Enterprise (2001–2005) przyniosła mu trzykrotnie nominację do nagrody Saturna (2002–2004).
Bakula wystąpił także jako aktor Terry, który nigdy się nie ożenił i zazwyczaj wiązał z dużo młodszymi kobietami, w serialu TNT Mężczyzn w pewnym wieku (Men of a Certain Age, 2009–2011) oraz gościnnie w drugim i trzecim sezonie serialu NBC Chuck (2009–2010) jako Stephen J. Bartowski, ojciec tytułowego bohatera (Zachary Levi). Za drugoplanową rolę Boba Blacka, hollywoodzkiego producenta w gejowskim barze w Los Angeles, w dramacie biograficznym Stevena Soderbergha Wielki Liberace (Behind the Candelabra, 2013) z udziałem Michaela Douglasa, Matta Damona, Dana Aykroyda, Debbie Reynolds i Roba Lowe był nominowany do Primetime Emmy Award, a jako agent specjalny Dwayne Cassius Pride w serialu CBS NCIS: New Orleans w 2015 roku zdobył nominację do People’s Choice Award. Zagrał także gościnnie jako przedsiębiorca Lynn w serialu HBO Spojrzenia (Looking, 2014–2015).

## Życie prywatne
W 1981 ożenił się z Kristą Neumann, z którą ma dwie córki – Chelsy (ur. 1984) i adoptowaną Cody (ur. 1991). Jednak w 1995 doszło do rozwodu. W 1996 poślubił aktorkę Chelseę Field. Mają dwóch synów: Wila Botfielda (ur. 1995) i Owena Barretta (ur. 1999).

## Filmografia

### Filmy fabularne

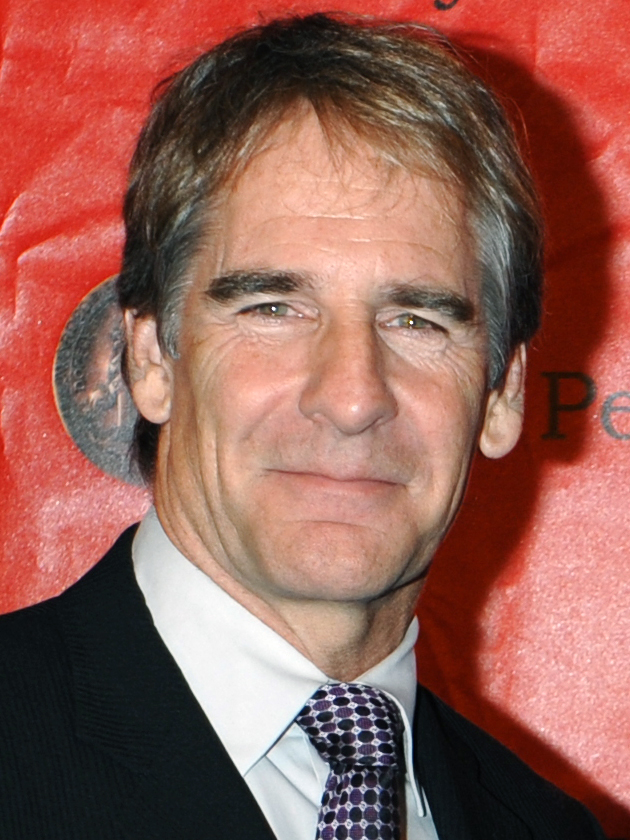
Scott Bakula w 2011.

- 1990: Siostrzyczki (Sibling Rivalry) jako Harry Turner
- 1991: Trudne zwycięstwo (Necessary Roughness ) jako Paul Blake
- 1993: Z piekła rodem (Flight from Hell) jako Jay
- 1994: Barwy nocy (Color of Night) jako Bob Moore
- 1994: Obsesja (A Passion to Kill) jako David
- 1995: Władca iluzji (Lord of Illusions) jako Harry D’Amour
- 1996: Noc kawalerów (The Bachelor’s Baby, TV) jako Jake Henry
- 1997: Koty nie tańczą (Cats Don’t Dance) jako Danny (głos)
- 1998: Pierwsza liga III: Powrót do źródeł (Major League: Back to the Minors) jako Gus Cantrell
- 1999: American Beauty jako Jim Olmeyer
- 1999: NetForce (TV) jako Alex Michaels
- 2000: W imię sprawiedliwości (In the Name of the People, TV) jako John Burke
- 2000: Pies przed sądem (The Trial of Old Drum, TV) jako George Graham Vest
- 2000: Jak to dziewczyny (A Girl Thing, TV) jako Paul Morgan
- 2001: Życie jak dom (Life as a House) jako Oficer Kurt Walker
- 2007: Błękitny dym (Blue Smoke, TV) jako John Minger
- 2009: Intrygant (The Informant!) jako Agent specjalny FBI Brian Shepard
- 2011: Kod nieśmiertelności (Source Code) jako ojciec Coltera (głos)
- 2013: Klub Geograficzny (Geography Club) jako Carl Land
- 2013: Wielki Liberace (Behind the Candelabra, TV) jako Bob Black
- 2013: Enter the Dangerous Mind jako Kevin
- 2014: Elsa i Fred  (Elsa & Fred) jako Raymond Hayes
- 2015: Dlaczego mi nie powiedziałeś? (Me Him Her) jako pan Ehrlick
- 2015: Basmati Blues jako Ben

### Seriale TV

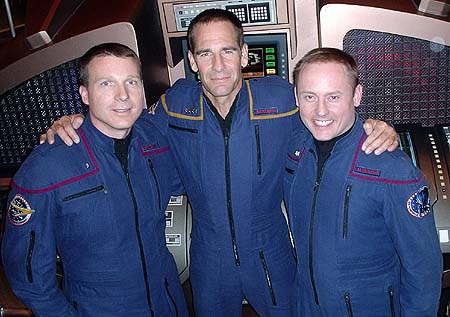
Scoot Bakula (pośrodku) grający kapitana Archera w serialu Star Trek: Enterprise wraz z amerykańskimi astronautami

- 1986: Cudowny świat Walta Disneya (Walt Disney's Wonderful World of Color) jako Jeffrey Wilder
- 1986: Moja siostra Sam (My Sister Sam) jako Peter Strickland
- 1986–87: Gung Ho jako Hunt Stevenson
- 1986–88: Projektantki (Designing Women) jako Ted Shively
- 1987: CBS Summer Playhouse jako dr Sanderson
- 1987: Matlock jako Jed Palmer
- 1987: The Last Fling jako Drew
- 1988: Eisenhower and Lutz jako Barnett M. 'Bud' Lutz Jr.
- 1989-93: Zagubiony w czasie (Quantum Leap) jako dr Sam Beckett
- 1993–96: Murphy Brown jako Peter Hunt
- 1994: Życie jak sen (Dream On) jako Aaron Hendrick, porywacz 1
- 1995: Najeźdźcy z kosmosu (The Invaders ) jako Nolan Wood
- 1996–97: Pan i pani Smith (Mr. & Mrs. Smith) jako pan Smith
- 2001–2005: Star Trek: Enterprise jako kapitan Jonathan Archer
- 2006−2010: Nowe przygody starej Christine (The New Adventures of Old Christine) jako Jeff Hunter
- 2007: Warsztat (American Body Shop) jako Maury
- 2008: Orły z Bostonu (Boston Legal) jako Jack Ross
- 2008: State of the Union (Tracey Ullman's State of the Union) jako Chris Fulbright
- 2009–2010: Chuck jako Stephen J. Bartowski
- 2009–2011: Men of a Certain Age jako Terry Elliott
- 2012: Family Guy jako Odbicie bagna w lustrze (głos)
- 2012: Prawo i porządek: sekcja specjalna (Law & Order: Special Victims Unit) jako Kent Webster
- 2012: Gotowe na wszystko (Desperate Housewives) jako Trip Weston
- 2013: Dwóch i pół (Two and a Half Men) jako Jerry
- 2014: Agenci NCIS (NCIS) jako Agent Specjalny Pride (gościnnie)
- 2014-2021: NCIS: New Orleans jako Agent Specjalny Pride
- 2014–2015: Spojrzenia (Looking) jako Lynn